# Archer's Bay
Archer's Bay är en vik på Barbados.   Den ligger i parishen Saint Lucy, längs landets nordkust, 24 kilometer norr om huvudstaden Bridgetown.